# مايكل رسل

## وصلات خارجية
- مايكل رسل على موقع رابطة محترفي التنس (الإنجليزية)
- مايكل رسل على موقع الاتحاد الدولي لكرة المضرب (الإنجليزية)
- مايكل رسل على موقع خلاصة التنس.كوم (الإنجليزية)
- مايكل رسل على موقع إي إس بي إن.كوم (الإنجليزية)